# Matriz traspuesta conjugada
En matemáticas, la matriz transpuesta conjugada, matriz adjunta o simplemente adjunta de una matriz {\displaystyle A}, es una matriz {\displaystyle A^{\dagger }}(también denotada como {\displaystyle A^{*}}, o como {\displaystyle A^{H}}) obtenida de A mediante la obtención de su transpuesta y después de su conjugada compleja.
El traspuesto conjugado de una matriz {\displaystyle A=(a_{ij})\in \mathbb {C} } es definido como {\displaystyle A^{*}=({\bar {a}}_{ji})}, que es el traspuesto de {\displaystyle A} y todos los elementos {\displaystyle a_{ij}} conjugados. Nota que si {\displaystyle A=(a_{ij})\in \mathbb {R} \Rightarrow A^{*}=A^{T}}, es decir, si los elementos de {\displaystyle A} son reales, la adjunta de {\displaystyle A} coincide con su traspuesta. También nombrado hermítico adjunto, la hermítica o hermítico conjugado. El nombre viene del matemático Charles Hermite.

## Definición
Si {\displaystyle \mathbf {A} } es una matriz de n x m sobre los complejos: {\displaystyle A\in M_{n\times m}(\mathbb {C} )} de la forma:
{\displaystyle \mathbf {A} ={\begin{pmatrix}a_{11}&a_{12}&a_{13}&\cdots &a_{1m}\\a_{21}&a_{22}&a_{23}&\cdots &a_{2m}\\a_{31}&a_{32}&a_{33}&\cdots &a_{3m}\\\vdots &\vdots &\vdots &\ddots &\cdots \\a_{n1}&a_{n2}&a_{n3}&\cdots &a_{nm}\\\end{pmatrix}}}
Entonces la adjunta se obtiene tomando el complejo conjugado de cada elemento y después permutando de filas por columnas o viceversa en la matriz {\displaystyle \mathbf {A} }, produce a la matriz traspuesta: 
{\displaystyle \mathbf {A} ^{\dagger }={\begin{pmatrix}{\bar {a}}_{11}&{\bar {a}}_{21}&{\bar {a}}_{31}&\cdots &{\bar {a}}_{n1}\\{\bar {a}}_{12}&{\bar {a}}_{22}&{\bar {a}}_{32}&\cdots &{\bar {a}}_{n2}\\{\bar {a}}_{13}&{\bar {a}}_{23}&{\bar {a}}_{33}&\cdots &{\bar {a}}_{n3}\\\vdots &\vdots &\vdots &\ddots &\vdots \\{\bar {a}}_{1m}&{\bar {a}}_{2m}&{\bar {a}}_{3m}&\cdots &{\bar {a}}_{mn}\\\end{pmatrix}}}

## Ejemplo
Una matriz {\displaystyle A={\begin{pmatrix}2i&6-i\\3+i&4\end{pmatrix}}} tiene el traspuesto conjugado {\displaystyle A^{\dagger }={\begin{pmatrix}-2i&3-i\\6+i&4\end{pmatrix}}}

## Propiedades
Una matriz cuadrada {\displaystyle \mathbf {A} ^{\dagger }} será una matriz autoadjunta, si y solo sí, n = m y {\displaystyle \mathbf {A} ^{\dagger }=\mathbf {A} }.
Sean además A y B matrices apropiadas para las siguientes operaciones, a partir de la definición se tienen las siguientes propiedades:
1. {\displaystyle (A^{\dagger })^{\dagger }=A}, involución.
2. {\displaystyle (A+B)^{\dagger }=A^{\dagger }+B^{\dagger }}, adición de matrices.
3. {\displaystyle \forall r\in \mathbb {C} ,\quad (rA)^{\dagger }=r^{*}A^{\dagger }}, producto por escalares.
4. {\displaystyle (AB)^{\dagger }=B^{\dagger }A^{\dagger }}, inversión de la multiplicación
5. {\displaystyle (A^{-1})^{\dagger }=(A^{\dagger })^{-1}} si la matriz es invertible.